# 帕拉库埃略斯
帕拉库埃略斯，是西班牙卡斯蒂利亚-拉曼恰昆卡省的一个市镇。总面积124平方公里，总人口155人（2001年），人口密度1人/平方公里。